# Emil Valentin Stening
Emil Valentin Stening, E.V. Stening, född 3 mars 1829 i Karleby, död 8 juni 1861 i Laihela, var en finländsk arkitekt.
Stening, som var son till tullförvaltaren Carl Anton Stening och Karolina Taxell, dimitterades privat och inskrevs vid Helsingfors universitet 1846. Han blev elev vid Intendentkontoret 1848, tillförordnad länskonduktör (assistent till länsarkitekten) i Uleåborgs län 1853 och var ordinarie innehavare av denna befattning 1855–1857.